# Rasyid Bakri
Rasyid Assyahid Bakri (sinh ra ở Gowa, Indonesia, 17 tháng 1 năm 1991) là một cầu thủ bóng đá người Indonesia hiện tại thi đấu cho PSM Makassar ở Indonesian Premier League ở vị trí tiền vệ. Năm 2005, anh thi đấu ở Danone Nations Cup with Makassar Football School.

## Sự nghiệp quốc tế

### Đội tuyển quốc gia
| Đội tuyển quốc gia Indonesia | Đội tuyển quốc gia Indonesia | Đội tuyển quốc gia Indonesia |
| Năm                          | Số trận                      | Bàn thắng                    |
| ---------------------------- | ---------------------------- | ---------------------------- |
| 2012                         | 3                            | 0                            |
| 2013                         | 2                            | 0                            |
| 2014                         | 0                            | 0                            |
| Tổng cộng                    | 5                            | 0                            |

## Danh hiệu

### Danh hiệu quốc gia
U-23 Indonesia
- Huy chương Bạc Đại hội Thể thao Đoàn kết Hồi giáo (1): 2013